# Lucas Gomes
Lucas Gomes da Silva, né le 29 mai 1990 à Bragança (Brésil) et mort le 28 novembre 2016 à La Unión (Colombie), est un footballeur brésilien qui évolue au poste d'attaquant.
Lucas Gomes da Silva meurt le 28 novembre 2016 dans le crash du vol 2933 LaMia Airlines.

## Biographie
Lucas joue principalement en faveur des clubs d'Icasa, de Fluminense et de Chapecoense.
Il dispute au cours de sa carrière 33 matchs en première division brésilienne, inscrivant quatre buts, 22 matchs en deuxième division brésilienne, marquant six buts, et 6 matchs en Copa Sudamericana, pour un but. Il inscrit son seul but lors d'une compétition continentale le 31 août 2016, lors du deuxième tour de la Copa Sudamericana, contre l'équipe brésilienne de Cuiabá.

## Palmarès
- Vainqueur du championnat de Santa Catarina en 2016 avec Chapecoense